# Maurice Lippens
Ne doit pas être confondu avec Maurice Auguste Lippens.
Pour les articles homonymes, voir Lippens.
Le comte Maurice Lippens, né le 9 mai 1943 à Knokke, est un homme d’affaires belge. Il est principalement connu pour avoir été président du Conseil d'administration du groupe bancaire Fortis.  

## Biographie
Maurice Robert Josse Marie Ghislain Lippens est issu d'une dynastie d'hommes politiques voire d'hommes d'État belge. Il est le fils de Léon Lippens, homme politique, le petit-fils de Maurice Auguste Lippens, homme d'État. Il est également le frère cadet de Leopold Lippens, bourgmestre de Knokke-Heist. 
Il effectue ses études secondaires au collège Saint-Pierre d'Uccle jusqu'en 1961. Il obtient un doctorat en droit[réf. nécessaire] à l'Université libre de Bruxelles en 1967 ainsi qu'un MBA à la Harvard Business School en 1972.
En 1981, il est nommé membre du conseil d'administration de Fortis Banque. Il en devient président de 1990 jusqu'à sa démission le 28 septembre 2008.
Sa part de responsabilité dans le naufrage du groupe Fortis fait l'objet de controverses, bien qu'il ait été président non exécutif du groupe.
Il fut condamné par le tribunal d'Utrecht et inculpé par le parquet de Bruxelles de manipulation de cours, faux en écriture et escroquerie. Seule la prescription lui permit d'échapper aux poursuites de la justice belge.
Le comte est le père du Code Lippens. Il s'agit d'un code de « corporate governance » rédigé en 2004 à l'attention des entreprises belges cotées en bourse et qui fut réalisé à la demande de la Commission bancaire, financière et des assurances (CBFA), d'Euronext et de la Fédération des entreprises de Belgique.

## Fonctions actuelles ou passées
- Présidence du groupe financier Fortis qu'il occupera de 1990 jusqu'à la démission forcée par le gouvernement belge, dans la nuit du 27 au 28 septembre 2008, pris dans la tourmente de la crise financière.
- Il a fait partie du groupe Bilderberg[2].

Maurice Lippens a siégé au conseil d’administration de :
- Belgacom (dont il a pris l'initiative de démissionner le 3/10/2008) ;
- l'institut des administrateurs GUBERNA et la Commission Corporate Governance[3] (qu'il quittera de son plein gré en octobre 2008) ;
- Finasucre (Groupe Sucrier, Iscal Sugar) jusqu'en 2010 ;
- GBL ;
- Suez-Tractebel (jusqu'en 2005) ;
- Total (jusqu'en 2006) ;
- il est également président de la Compagnie Het Zoute et de ses filiales belges et étrangères. Paul Lippens, Léopold Lippens, Nadine Lippens apparaissent aussi dans les statuts de la société qui possède de nombreux hôtels et complexes d'appartements et dont les affaires immobilières s'étendent au moins jusqu'au Touquet et Deauville, stations balnéaires normandes de standing comparables à Knokke, en Belgique[4],[5];
- il siège en outre au conseil et est trésorier du Musée des Enfants asbl et est membre du Cercle de Lorraine.

## Hommages et distinctions
Il est fait comte par le roi des Belges Albert II  le 18 décembre 1998. Sa devise est Nihil Metuere.
Les récompenses suivantes lui ont été attribuées :
- 1994 : Manager of the Year ;
- 1996 : Belgian Entrepreneur of the Year, décerné par la Stanford Business School ;
- 1998 : Insead Innovator Prize, décerné par la Insead Alumni Association of Belgium.

Les distinctions suivantes lui ont été décernées :
- Grand officier de l'ordre de Léopold II en juin 2004 (Belgique) ;
- Officier de la Légion d'honneur (France).